# 拉尔山
48°9′37.3″N 16°23′38.11″E / 48.160361°N 16.3939194°E

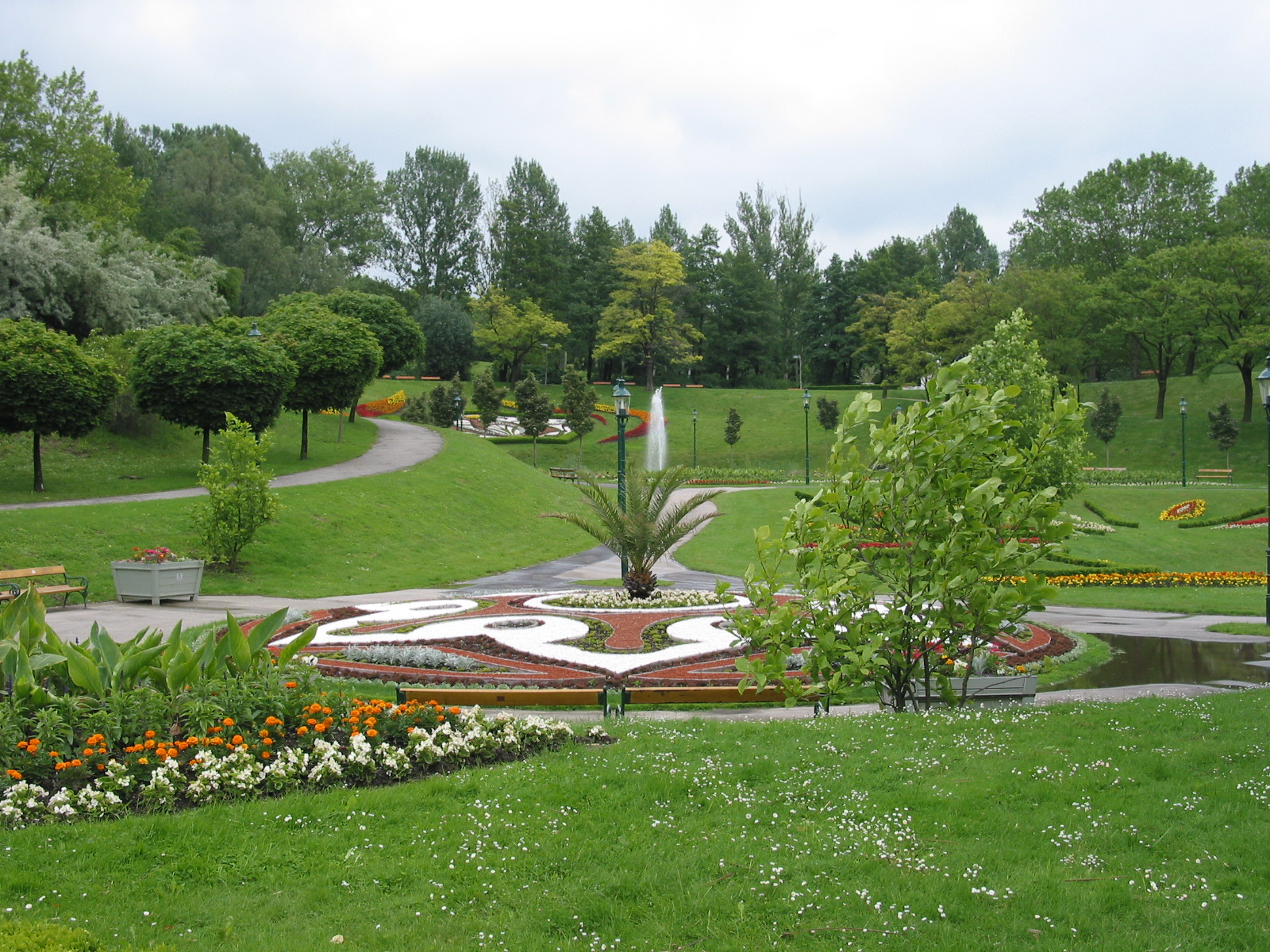

拉尔山（德语：Laaer Berg）是奧地利的山峰，位於該國東北部，由維也納負責管轄，屬於維也納林山的一部分，海拔高度251米，每年平均降雨量904毫米。